# Fabrice Santoro
Fabrice Vetea Santoro (* 9. prosince 1972) je bývalý profesionální francouzský tenista.
Za svou dosavadní kariéru vyhrál Santoro čtyři turnaje ATP:
- 1997 – Lyon
- 1999 – Marseille
- 2000 – Dauhá
- 2002 – Dubaj

Svých největších úspěchů dosáhl ve čtyřhře, ze které má tři grandslamové tituly – z Australian Open v letech 2003 a 2004 a ze smíšené čtyřhry na French Open 2005